# Halsi
Halsi o Halasi (o Halshi o Halasige, kannada: ಹಳಸಿ) és una vila de l'Índia, al districte de Belgaum a Karnataka, situada a 15" 32' N 74" 36' E, a uns 15 km al sud-est de Khanapur. La seva fama deriva d'haver estat capital d'una branca de la dinastia Kadamba. Nombrosos temples i monuments es troben a la zona. Fou la segona capital dels Kadambes de Banavasi (la primera capital fou Banavasi) del segle v i capital secundària als segles XI a XIII. El gran temple Bhuvaraha Narasimha té diverses imatges de Varaha, Narasimha, Narayana i Surya. Hi ha també una fortalesa i els temples de Gokarneshswara, Kapileshwara, Swarneshwara i Hatakeshwara. Entre altres monuments cal esmentar els temples de Kalmeswara, Suvarneswara, Ramalingeswara i Bhuvaraha.

## Història
Antiga ciutat que portava el nom de Patalika (apareix a les inscripcions com Palashika, Palshi i Halasige) fou la segona capital dels primers kadambes dinastia fundada al segle IV per Mayurasharma suposat contemporani de Vishnugopa, rei pallava de Kachipuram, que va ser derrotat pel rei del nord de l'Índia Samudragupta que es va apoderar dels dominis pallaves al Dècan. Els Maurya van fundar la seva pròpia dinastia amb primera capital a Banavasi, i després es van estendre fins a Gomantak (moderna Goa); els kadambes van conservar la regió de Goa amb Halsi com a capital.
Després fou capital secundària del 980 al 1250 amb la segona dinastia dels kadambes. De la segona dinastia són els temples de Bhoo Varaha Narasimha (Varahnarsingh), Suvarneshwara, Kapileshwar, Hatakeshwara, Kalmeshwara, Gokarneshwara i una capella jainista. A Halasi van confluir els jainistes, vaixnavites i xaivites durant els Kadambes de Banavasi; fou capital d'una província de l'imperi formada per part dels districtes de Belgaum, Dharwad i Haveri. El temple de Rameshwar està a un turó a uns 3 km a l'oest de la vila.
Les excavacions a Halasi i Gudnapur han permès trobar diversos temples o les seves restes i construccions jainistes amb inscripcions que fan referència a donacions per fer reparacions, però la major part corresponen al temple jainista d'Halsi que no pot ser anterior al segle xi i fan referència a antigues donacions que en aquell temps ja havien desaparegut. També apareixen donacions dels reis kadambes als santons jainistes. Algunes inscripcions corresponen a objectes trobats prop de la font de Chakratirth. La inscripció de Gudnapir esmenta que el rei Ravivarma va construir el temple de Kamajinalaya per Manmatha, prop del palau (rajavesma) i el va acondicionar pel culta donant-li terres pel seu manteniment al mateix temps que a Kamajinalaya a Hakinipalli i Padmavati a Kalliligrama. La inscripció del temple de Varahnarsingh està datada el 1169.
El temple de Bhoo Varaha Laxmi Narasimha' és un dels grans exemple d'arquitectura kadamba; s'assembla al temple de Madhukeswar a Banavasi, també construït per ells. Dataria del segle V cosa que té el suport d'inscripcions; el constructor hauria estat Shivachitta. El 1169 Matayogi hi va instal·lar l'ídol d'Ananta Viravikrama Narasimha. Dins el temple hi ha dos garbhagruhas enfrontades i un gran ídol de Vixnu assegut i darrere seu els ídols de Suryanarayana i Mahalaxmi; a l'esquerra l'ídol de Bhoo Varaha Swamy; el 1186-1187, una gran estàtua de Varaha fou instal·lada per Vijayaditya III. Fora del temple hi ha uns temples menors dedicats a Ganesha, Xiva i Vitthala i una petita capella amb una estàtua de Radha Krishna.